# Källa, Borgholms kommun
Källa är kyrkby i Källa socken i Borgholms kommun på norra Öland.
I byn ligger Källa nya kyrka.
Någon by med namnet Källa har dock aldrig funnits och socknen saknar egentlig kyrkby. Källa gamla kyrka låg 2 kilometer sydost om platsen för den nuvarande kyrkan. På kyrkogården finns resterna efter en brunn, som troligen är den källa som omtalas i sockennamnet. På platsen för Källa nya kyrka ligger i stället byn Vi. Byn omtalas i dokument första gången 1360 ("i Wij"). Under 1500-talet omfattar byn 3 mantal skatte varav ett med en tillhörande utjord i samma by, 2 samgäldsutjordar, en utjord tillhörig Källa prästgård samt ett klosterhemman. Klosterhemmanet i byn finns dokumenterat första gången 1479 men indras senare och räknas från 1543 som arv och eget.